# Sidus Pictures
Sidus Pictures (tiếng Hàn: 싸이더스 픽쳐스) là một công ty sản xuất và phân phối phim có trụ sở tại Seoul, Hàn Quốc. Được thành lập vào năm 1995, công ty đã phân phối và sản xuất hơn 70 bộ phim kể từ khi thành lập.

## Lịch sử
Sidus được thành lập bởi James Hyung Soon Kim sau khi tiếp quản Uno Films, bắt đầu vào năm 1995. Công ty đổi tên thành Sidus vào năm 2000 và sáp nhập vào EBM, một công ty quản lý nghệ sĩ. EBM tách khỏi Sidus vào năm 2005 và được đổi tên thành iHQ. Cũng trong năm 2005, Sidus được tập đoàn KT mua lại, theo đó Sidus bắt đầu đầu tư và phân phối các bộ phim trong và ngoài nước. Năm 2014, Sidus được mua lại bởi Locus Corporation, người đứng đầu là ông Kim, người sáng lập của Sidus.
Trong suốt lịch sử của mình, Sidus đã sản xuất hơn 70 bộ phim và tiếp tục làm việc trong lĩnh vực sản xuất, phân phối và đầu tư phim ở quy mô quốc tế.

## Phim
| Năm  | Tên phim                   | Đạo diễn          |
| ---- | -------------------------- | ----------------- |
| 2020 | Giờ săn đã điểm            | Yoon Sung-hyun    |
| 2014 | Tazza – Bàn tay của Chúa   | Kang Hyeong-cheol |
| 2011 | Couples                    | Jeong Yong-ki     |
| 2011 | The Showdown               | Park Hoon-jung    |
| 2011 | Countdown                  | Huh Jong-Ho       |
| 2010 | Cô hầu gái                 | Im Sang-soo       |
| 2010 | Villain and Widow          | Jae-gon Son       |
| 2010 | Grand Prix                 | Yang Yun-ho       |
| 2010 | Wedding Dress              | Kwon Hyung-jin    |
| 2009 | Kiss Me                    | Yang Jong-Hyun    |
| 2009 | The Sword With No Name     | Yong-gyun Kim     |
| 2008 | The Way                    | Seok-woo Kim      |
| 2008 | Radio Dayz                 | Gi-ho Ha          |
| 2008 | Truck                      | Kwon Hyung-jin    |
| 2008 | The Accidental Gangster    | Kyun-dong Yeo     |
| 2007 | Love Exposure              | Eon-hie Lee       |
| 2007 | Miss Gold Digger           | Yong-jib Park     |
| 2007 | Femme Fatale               | Kyeong-hun Kang   |
| 2007 | Small Town Rivals          | Kyu-sung Jang     |
| 2006 | Moodori                    | Hyeong-seon Lee   |
| 2006 | Over the Border            | Ahn Pan-seok      |
| 2006 | For Horowitz               | Kwon Hyung-jin    |
| 2006 | Love Me Not                | Lee Cheol-ha      |
| 2006 | A Dirty Carnival           | Yoo Ha            |
| 2006 | Lump of Sugar              | Lee Hwan-kyung    |
| 2006 | Like a Virgin              | Lee Hae-young     |
| 2006 | Tazza: The High Rollers    | Choi Dong-hoon    |
| 2006 | Cruel Winter Blues         | Lee Jeong-beom    |
| 2006 | Seducing Mr. Perfect       | Sang-woo Kim      |
| 2006 | Old Miss Diary             | Seok-yun Kim      |
| 2006 | My Scary Girl              | Jae-gon Son       |
| 2006 | Bar Legends                | Beom-gu Cho       |
| 2005 | Boy Goes to Heaven         | Tae-yeong Yun     |
| 2005 | Love is a Crazy Thing      | Seok-geun Oh      |
| 2005 | Rules of Dating            | Han Jae-rim       |
| 2005 | Antarctic Journal          | Yim Pil-sung      |
| 2005 | Heaven's Soldiers          | Min Joon-ki       |
| 2005 | Blood Rain                 | Kim Dae-seung     |
| 2004 | Romance of Their Own       | Kim Tae-kyun      |
| 2004 | The Big Swindle            | Choi Dong-hoon    |
| 2004 | A Moment to Remember       | John H. Lee       |
| 2004 | Rikidozan                  | Song Hae-sung     |
| 2004 | Flying Boys                | Byun Young-joo    |
| 2004 | Spirit of Jeet Keun Do     | Ha Yoo            |
| 2004 | Superstar Mr. Gam          | Jong-hyun Kim     |
| 2004 | Lovely Rivals              | Jang Kyu-sung     |
| 2004 | Arahan                     | Ryoo Seung-wan    |
| 2003 | Memories of Murder         | Bong Joon-ho      |
| 2003 | My Teacher Mr. Kim         | Kyu-sung Jang     |
| 2003 | Save the Green Planet      | Jang Joon-hwan    |
| 2003 | Singles                    | Chil-in Kwon      |
| 2002 | Ardor                      | Byun Young-joo    |
| 2002 | No Blood No Tears          | Ryoo Seung-wan    |
| 2002 | Funny Movie                | Kyu-sung Jang     |
| 2002 | Marriage is a Crazy Thing  | Yoo Ha            |
| 2002 | Jungle Juice               | Min-Ho Cho        |
| 2002 | Road Movie                 | In-shik Kim       |
| 2001 | Kick the Moon              | Sang-Jin Kim      |
| 2001 | I Wish I Had a Wife        | Park Heung-sik    |
| 2001 | Last Present               | Oh Ki-hwan        |
| 2001 | Volcano High               | Kim Tae-kyun      |
| 2001 | Indian Summer              | Hyo-jeong No      |
| 2001 | One Fine Spring Day        | Hur Jin-ho        |
| 2001 | The Warriors               | Kim Sung-su       |
| 2001 | Summertime                 | Jae-ho Park       |
| 2000 | The Happy Funeral Director | Mun-il Jang       |
| 2000 | Kilimanjaro                | Seung-ook Oh      |
| 2000 | Barking Dogs Never Bite    | Bong Joon-ho      |
| 2000 | Il Mare                    | Lee Hyun-seung    |
| 1999 | Phantom the Submarine      | Gyung-chun Min    |
| 1999 | City of the Rising Sun     | Kim Sung-su       |
| 1999 | Attack the Gas Station     | Kim Sang-jin      |
| 1998 | Christmas in August        | Hur Jin-ho        |
| 1998 | Girls' Night Out           | Im Sang-soo       |
| 1997 | Motel Cactus               | Ki-Yong Park      |
| 1997 | Beat                       | Kim Sung-su       |
| 1996 | The Rules of a Gangster    | Kim Sang-jin      |
| 1995 | Money in My Account        | Kim Sang-jin      |